# Nongthymmai
Nongthymmai é uma vila no distrito de East Khasi Hills, no estado indiano de Meghalaya.

## Demografia
Segundo o censo de 2001, Nongthymmai tinha uma população de 34,209 habitantes. Os indivíduos do sexo masculino constituem 50% da população e os do sexo feminino 50%. Nongthymmai tem uma taxa de literacia de 82%, superior à média nacional de 59.5%: a literacia no sexo masculino é de 84% e no sexo feminino é de 80%. Em Nongthymmai, 11% da população está abaixo dos 6 anos de idade.